# 高野和明
高野和明(1964年10月26日—)，是一名日本著名推理小說作家。

## 生平
高野和明出生于日本东京，在小学二年级时，他因观看了电影《激突！》而深深迷上了好莱坞电影。他于1989年前往洛杉磯都市大學學習電影製作，但在1991年肄業回國從事劇本創作。2001年，高野和明憑《13级阶梯》獲得江戶川亂步獎出道，其後改編成電影，由反町隆史主演。
2011年，高野和明更憑《種族滅絕》橫掃山田風太郎獎、日本推理作家協會獎及這本推理小說真厲害！等獎項，又入圍吉川英治文學新人獎及直木獎。

## 文學賞受賞・候補歴
- 2001年 《13級階梯》第47回江戶川亂步賞受賞
- 2011年 《種族滅絕》第145回直木賞候補、第33回吉川英治文學新人賞候補、第2回山田風太郎賞受賞、第65回日本推理作家協會賞（長編及連作短編集部門）受賞

## 作品
- 13級階梯（13階段，2001年8月 講談社 / 2004年7月 皇冠文化 / 2014年6月 高寶書版）
- 恶徒的救赎（グレイヴディッガー，2002年7月 講談社 / 2023年 读客文化（出品）北京日报出版社（出版））
- K和N的悲剧（K・Nの悲劇，2003年2月 講談社 / 2023年 磨铁文化文治图书（出品）花城出版社（出版））
- 幽靈救命急先鋒（幽霊人命救助隊，2004年4月 文藝春秋 / 2007年9月 繆思出版 / 2015年4月 獨步文化）
- 夢的病歷簿（夢のカルテ，2005年11月 角川書店） - 與阪上仁志合著
- 奪命6小時/六小时后你会死 （6時間後に君は死ぬ，2007年5月 講談社 /  磨铁文化文治图书（出品）中国友谊出版公司（出版））
  - 收錄作品：6個小時之後你會死去（6時間後に君は死ぬ） / 時間魔法使（時の魔法使い） / 不可戀愛的日子（恋をしてはいけない日） / 娃娃屋的舞者（ドールハウスのダンサー） / 3個小時之後我會死去（3時間後に僕は死ぬ） / 終章 未來日記（エピローグ 未来の日記帳）
- 種族滅絕/人类灭绝（ジェノサイド，2011年3月 角川書店 / 2013年9月 獨步文化 / 2014年 读客文化（出品） 江苏凤凰文艺出版社（出版））